# Кемпненский повет
Кемпненский повет (пол. Powiat kępiński) — повет (район) в Польше, входит как административная единица в Великопольское воеводство. Центр повета — город Кемпно. Занимает площадь 608,39 км². Население — 56 427 человек (на 31 декабря 2015 года).

## Административное деление
- Города: Кемпно;
- городско-сельские гмины: Гмина Кемпно;
- сельские гмины: Гмина Баранув, Гмина Бралин, Гмина Ленка-Опатовска, Гмина Пежув, Гмина Рыхталь, Гмина Тшциница.

## Демография
Население повета дано на 31 декабря 2015 года.
| Перепись            | Всего  | Мужчины | Женщины |
| ------------------- | ------ | ------- | ------- |
| Всего               | 56 427 | 28 010  | 28 417  |
| Городское население | 14 469 | 6916    | 7553    |
| Сельское население  | 41 958 | 21 094  | 20 864  |